# Gempen
Gempen es una comuna suiza del cantón de Soleura, ubicada en el distrito de Dorneck. Limita al noroeste con la comuna de Arlesheim (BL), al norte con Muttenz (BL), al noreste con Pratteln (BL) y Frenkendorf (BL), al este con Nuglar-Sankt Pantaleon, al sur con Büren y Hochwald, y al oeste con Dornach. 